# Hoplophorella digna
Hoplophorella digna är en kvalsterart som beskrevs av Wojciech Niedbała 1983. Hoplophorella digna ingår i släktet Hoplophorella och familjen Phthiracaridae. Inga underarter finns listade i Catalogue of Life.